# Aldea San Antonio (Gualeguaychú)
Pour les articles homonymes, voir Aldea San Antonio.
Aldea San Antonio est une localité rurale argentine située dans le département de Gualeguaychú et dans la province d'Entre Ríos.

## Histoire
Le 27 février 1889, le village de San Antonio a été fondé La communauté a progressivement augmenté pour atteindre 507 habitants en 1991 et 791 en 2001.
Le conseil de direction du centre rural de population d'Aldea San Antonio existait déjà le 11 août 1978, et les nouvelles limites de la zone urbaine ont été fixées par le décret no 809/1985 MGJE du 19 mars 1985 et les limites juridictionnelles du conseil de direction par le décret no 6353/1986 MGJE du 22 décembre 1986.
La municipalité de deuxième catégorie d'Aldea San Antonio a été approuvée par la loi no 7942 adoptée le 7 juillet 1987, et créée par le décret no 3937/1987 MGJE du 22 juillet 1987. Par décret no 3943/1987 MGJE du 22 juillet 1987, Carlos Michel a été nommé commissaire à l'érection de la municipalité. Le 6 septembre 1987, le premier conseil de développement a été élu.
Le 10 décembre 2011, les deux catégories de municipalités ont cessé d'exister à Entre Ríos lorsque les mandats des conseils de développement des municipalités de 2e catégorie ont expiré, en application de la loi sur le régime municipal no 10 027, sanctionnée et promulguée le 10 mai 2011, de sorte que les municipalités ont cessé d'être catégorisées. Aldea San Antonio dispose désormais d'un département exécutif dirigé par un président municipal élu par le peuple et d'un conseil délibératif composé de 7 membres élus.